# Кантон (Њујорк)
Кантон (енгл. Canton) град је у америчкој савезној држави Њујорк.

## Демографија
По попису из 2010. године број становника је 6.314, што је 432 (7,3%) становника више него 2000. године.
| Група             | 2000.         | 2010.         |
| Белци             | 5.364 (91,2%) | 5.435 (86,1%) |
| Афроамериканци    | 264 (4,5%)    | 393 (6,2%)    |
| Азијати           | 58 (1,0%)     | 118 (1,9%)    |
| Хиспаноамериканци | 113 (1,9%)    | 279 (4,4%)    |
| Укупно            | 5.882         | 6.314         |